# 道の駅美並
道の駅美並（みちのえき みなみ）は、岐阜県郡上市美並町上田にある国道156号の道の駅である。

## 施設
- 駐車場
  - 普通車：28台[1]
  - 大型車：10台[1]
  - 身障者用：2台[1]
- トイレ（いずれも24時間利用可能）
  - 男：大 3器、小 5器
  - 女：6器
  - 身障者用：1器
- 物産館（8:00 - 18:00、11月から2月は8:00 - 17:00）[1]
  - 売店
  - 旬菜市場（農産物直売所）
- レストラン（8:00 - 17:30、11月から2月は8:00 - 16:30）[1]
- 休憩室（24時間利用可能）

## 休館日
- 年末年始（12月31日 - 1月1日）[1]

## アクセス
- 国道156号[2] - 登録路線
- 東海北陸自動車道美並ICより約15分。
- 東海北陸自動車道美濃ICより約20分。

## 周辺
- 長良川鉄道越美南線 木尾駅
- 長良川